# 1974–1975-ös osztrák labdarúgó-bajnokság (első osztály)
Az 1974–1975-ös osztrák labdarúgó-bajnokság az osztrák labdarúgó-bajnokság legmagasabb osztályának hatvannegyedik alkalommal megrendezett bajnoki éve volt. 
A pontvadászat 10 csapat részvételével zajlott. A bajnokságot a Wacker Innsbruck csapata nyerte.  

## A bajnokság végeredménye
| #  | Csapat              | M  | Gy | D  | V  | RG | KG | P  |
| -- | ------------------- | -- | -- | -- | -- | -- | -- | -- |
| 1  | Wacker Innsbruck    | 36 | 24 | 3  | 9  | 76 | 36 | 51 |
| 2  | SK VÖEST Linz       | 36 | 16 | 10 | 10 | 51 | 33 | 42 |
| 3  | Rapid Wien          | 36 | 16 | 9  | 11 | 57 | 41 | 41 |
| 4  | FK Austria WAC Wien | 36 | 14 | 9  | 13 | 59 | 52 | 37 |
| 5  | Sturm Graz          | 36 | 13 | 10 | 13 | 46 | 45 | 36 |
| 6  | Linzer ASK          | 36 | 12 | 10 | 14 | 50 | 55 | 34 |
| 7  | Austria Salzburg    | 36 | 12 | 9  | 15 | 41 | 54 | 33 |
| 8  | Admira Wacker       | 36 | 11 | 9  | 16 | 46 | 55 | 31 |
| 9  | Austria Klagenfurt  | 36 | 11 | 6  | 19 | 32 | 57 | 28 |
| 10 | SC Eisenstadt       | 36 | 8  | 11 | 17 | 35 | 65 | 27 |

- A Wacker Innsbruck az 1974-75-ös szezon bajnoka.
- A Wacker Innsbruck részt vett az 1975–76-os bajnokcsapatok Európa-kupájában.
- A Sturm Graz részt vett az 1975–76-os kupagyőztesek Európa-kupájában.
- Az SK VÖEST Linz és a Rapid Wien részt vett az 1975–76-os UEFA-kupában.
- Az SC Eisenstadt kiesett a másodosztályba.